# Nancy Chodorow
Nancy Julia Chodorow (Nova York, 20 de gener de 1944) és una feminista, sociòloga i psicoanalista nord-americana. Exerceix la cínica psicoanalítica a Cambridge, Massachusetts.

## Biografia i carrera
Ha escrit un nombre de textos influents, com
- The Reproduction of Mothering: Psychoanalysis and the Sociology of Gender (1978);[3][4]
- Feminism and Psychoanalytic Theory (1989)
- Femininities, Masculinities, Sexualities: Freud and Beyond (1994)[Enllaç no actiu]
- The Power of Feelings: Personal Meaning in Psychoanalysis, Gender, and Culture (1999)
- Individualizing Gender and Sexuality: Theory and Practice.[Enllaç no actiu] Relational perspectives book sèries 53, 210 pàg. ISBN 0415893577, ISBN 9780415893572

Considerada una líder en teoria feminista amb influències de la psicoanàlisi, és membre de l'Associació Psicoanalítica Internacional i sovint exposa als seus congressos.
Ha passat molts anys com a professora als departaments de sociologia i psicologia clínica de la Universitat de Califòrnia en Berkeley, universitat de la qual es va retirar d'aquesta Universitat el 2005. El seu The Reproduction of Mothering va ser triat per la revista amb referato Contemporary Sociology com un dels deu llibres més influents dels últims vint-i-cinc anys.

## Educació
El 1966, es va graduar pel Radcliffe College, i després va rebre el seu PhD en sociologia per la Universitat Brandeis.

## Idees
Chodorow veu les diferències de gènere com a formacions de compromís del complex d'Èdip. Comença amb l'afirmació de Freud que l'individu neix bisexual i que la mare del nen és el seu primer objecte sexual. Chodorow, basant-se en els treballs de Karen Horney i de Melanie Klein, anotant que el nen forma el seu ego en reacció a la figura dominant de la mare. El fill home forma aquest sentit d'independència fàcilment, identificant-se amb la llei i la llibertat del pare i emulant-ho en el seu interès possessiu en la mare / emmanilla. Aquesta tasca no és tan simple per a la nena. La mare s'identifica amb ella amb més força i la filla intenta fer que el pare sigui el seu nou objecte d'amor, però està bloquejat en la seva formació del jo per l'intens vincle amb la mare. On normalment el fill home experimenta l'amor com una relació diàdica, la filla es veu atrapada en un triangle libidinal on es tira l'ego entre l'amor pel pare, l'amor de la mare, i l'ocupació i la preocupació sobre la relació del pare a la mare. Per a Chodorow, el contrast entre les experiències primeres diàdiques  d'amor explica la construcció social dels rols de gènere, la degradació universal de les dones en la cultura, els patrons interculturals en el comportament masculí, i els problemes maritals a Occident després de feminisme de la segona ona. En el matrimoni, la dona porta menys interès en el sexe i més en els nens. La seva ambivalència cap al sexe eventualment condueix a mantenir el mascle a distància. Ella dedica les seves energies als nens quan aconsegueix la maduresa sexual.